# Fulco de Deuil
Fulco de Deuil (mediados del siglo XI-26 de octubre de 11??) fue un monje benedictino francés en el siglo XII. Como autor de una carta de consolación a Pedro Abelardo -la única que se ha conservado de él-, entró en la historia literaria de la Edad Media.

## Biografía
Fulco ingresó en el convento de Saint-Florent en Saumur como monje benedictino en fecha desconocida en el siglo XI. Más tarde se convirtió en sacristán en el monasterio de Saint-Florent-le-Vieil , el antiguo núcleo del convento de Saumur, y finalmente cabeza del priorato de San Eugenio en Deuil , cerca de París. El priorato, del que se han conservado partes hasta el día de hoy, estaba unos kilómetros al norte de París y muy cerca del monasterio real de Saint-Denis , al que había entrado Pedro Abelardo. En su función como jefe del priorato, Fulco debió conocer a Pedro Abelardo, con quien la comunión conectado, pero también más cercano a su tierra natal y su familia. 
No se sabe nada más sobre el trabajo de Fulco, pero probablemente tenía conexiones no solo con la Iglesia Ortodoxa de París, sino también con la Santa Sede, que pudo haber visitado personalmente. Como prior, poseía viñedos en Dugny.
Se desconoce cuándo murió Fulco de Deuil, pero según el Obituario de Deuil debió ser un 26 de octubre:

(Latín)
«VII kal. Hic obiit frater Fulco, sacrista de Sancto Floriencio veteri, qui fuit prior deintus, qui dedit conventui vincam de Dugniaco pro anniversario faciendo»
(Castellano)
«El 26 de octubre aquí murió Fulco, sacristán del antiguo San Fiorenzo, que aquí fue Prior y que donó una viña a Dugny al convento para su conmemoración anual »

( Obituario de Fulco de Dugny.  )

## Carta a Pedro Abelardo
La carta de Fulco a Abelardo es una denominada Epistula consolatoria ( "carta de consuelo" en español), que Fulco escribió inspirado en un modelo antiguo y que en su forma ágil e incisiva muestra el talento literario del autor.
La carta fue escrita hacia el año 1118, es decir, poco después de que Pedro Abelardo, privado de sus atributos viriles y profundamente humillado, hubiera entrado en la abadía de Saint-Denis. Fulco no desestimó los éxitos anteriores de Pedro Abelardo, a quien llama “la más clara fuente de la filosofía”, sin embargo le reprocha con frecuencia su anterior vanagloria y su afán de derroche, sus relaciones con “muchachas” y prostitutas y finalmente trata de convencer al converso de las ventajas de la vida en el convento.
Su carta es de gran importancia para investigar la historia de Pedro Abelardo, aportando importantes detalles sobre las circunstancias de su castración. De su formulación se desprende que se trata de una carta de respuesta, redactada tras haber recibido una carta rogatoria de Abelardo, no encontrada hasta la fecha.
El obituario de Deuil menciona a un Fulco que había sido prior de Deuil y sacristán de Saint-Florent-le-Vieil , probablemente identificado con el amigo corresponsal de Abelardo. 